# KNM ER 406
KNM ER 406 — практически полный череп Paranthropus boisei, обнаруженный в Кооби-Фора (Кения) в 1969 году Ричардом Лики и Х. Мутуа (H. Mutua).
Возраст находки оценивается в 1,7 млн лет. Объём черепной коробки составляет 510 см³.